# 2017 VO34
2017 VO34 est un objet transneptunien de magnitude absolue 7,3. Son diamètre est estimé à 168 km.